# Église Saint-Pierre de Crozon
L’église Saint-Pierre de Crozon est une église catholique située à Crozon dans le département du Finistère.

## Historique
Le bâtiment actuel, commencé en 1899 et achevé trois ans plus tard, fut construit sur les plans d’Armand Gassis, architecte à Châteaulin, par une entreprise brestoise pour 86 000 F, la paroisse supportant les deux tiers des frais. Devenu propriété de la commune en 1905, le bâtiment fut très endommagé en 1944 lors de la libération de Crozon. Restauré en 1992, il connut de nouvelles transformations : aménagement du chœur et mise en place de bancs.
Éléments anciens conservés
- Le porche date du XVIe siècle
- le clocher date de 1866, en pierre de Kersanton, qui remplaça l’ancien qui menaçait ruine et qui pouvait ressembler à celui de Locronan
- la sacristie, construite avant la Révolution, et qui servit d’ailleurs de mairie jusqu’en 1823.
- le célèbre retable des martyrs

### Le retable des dix mille martyrs
Ce retable, classé par les monuments historiques le 10 novembre 1906, est une pièce sculptée polychrome dédiée au souvenir des dix mille martyrs du mont Ararat, légionnaires exécutés pour leur foi sous le règne de l’empereur romain Hadrien (117-138). Sous le retable, sans doute l’ancien maître-autel de l’église jusqu’en 1754, avec un tabernacle et deux bas-reliefs. Ceux-ci de facture très différente de celle du retable représentent la flagellation et la chute de Jésus quand il porte la croix.
Les XVe et XVIe siècles connaissent de nombreux témoignages du souvenir et la dévotion pour les 10 000 légionnaires mis à mort sur le mont Ararat, parfois confondus avec ceux de la Légion thébaine et saint Maurice envoyés par l’empereur Maximien pour combattre les Bagaudes. Les chrétiens de cette légion auraient été massacrés pour avoir refusé de sacrifier aux dieux.
Des artistes comme Dürer ou Vittore Carpaccio, peindront l’évènement. Le Livre d’heures d’Anne de Bretagne consacre une page aux dix mille martyrs. Un religieux jacobin d’Amiens, le frère Michel Le Flemang, a écrit sur le sujet: le mystère des dix mille martyrs.
L’auteur de ce retable est sans doute local si on admet la facture rustique de la sculpture. Plusieurs artistes y ont travaillé : les volets sont traités en bas-relief et les panneaux centraux en ronde bosse, les vêtements des personnages sont encore traités différemment.
Si une date est gravée en haut à gauche : 1624, il ne s’agirait en fait que d’une restauration ou une réorganisation des panneaux. Si l’on considère l’importance de la dévotion et du style, l’œuvre date du début du XVIe siècle.
Aux revers des panneaux était peinte une crucifixion, mais à la Révolution, le curé constitutionnel Savina qui avait fermé le retable, fit lessiver la peinture, « afin [écrit-il] d’ôter à certains républicains que semble choquer la vue de ces objets, tout prétexte de traiter de fanatiques ».
Le triptyque principal, en chêne, est surmonté d’un autre plus petit, représentant la communion des soldats avant leur martyre, et sur les deux volets, les quatre évangélistes avec leurs symboles traditionnels : l’ange de Matthieu, le lion de Marc, le bœuf de Luc et l’aigle de Jean.
L’ordre des panneaux, malgré les démontages successifs (1783, 1900 notamment) suit assez fidèlement le déroulement du récit tel qu’il était connu au Moyen Âge, par la compilation des Acta sanctorium, dont les petits Bollandistes ont assuré la diffusion.
Au temps de l’empereur Hadrien qui avait succédé à Trajan, des peuples d’Arménie s’étant révoltés contre les Romains, firent lever une armée de plus de cent mille hommes pour disputer leur liberté. Ceux qui commandaient pour l’empereur en Arménie armèrent aussitôt un corps d’armée de seize mille soldats. Mais beaucoup d’entre eux, effrayés par le nombre de leurs adversaires, prirent la fuite. Neuf mille légionnaires pourtant, animés par le tribun Acace Garcère, aimèrent mieux s’exposer à la mort pour la gloire du nom romain que de conserver leur vie par une action indigne.
| 1 | 2 |    | 7  | 8  | 9  | 10 |    | 19 | 20 |
| 3 | 4 | 11 | 12 | 13 | 14 | 21 | 22 |    |    |
| 5 | 6 | 15 | 16 | 17 | 18 | 23 | 24 |    |    |

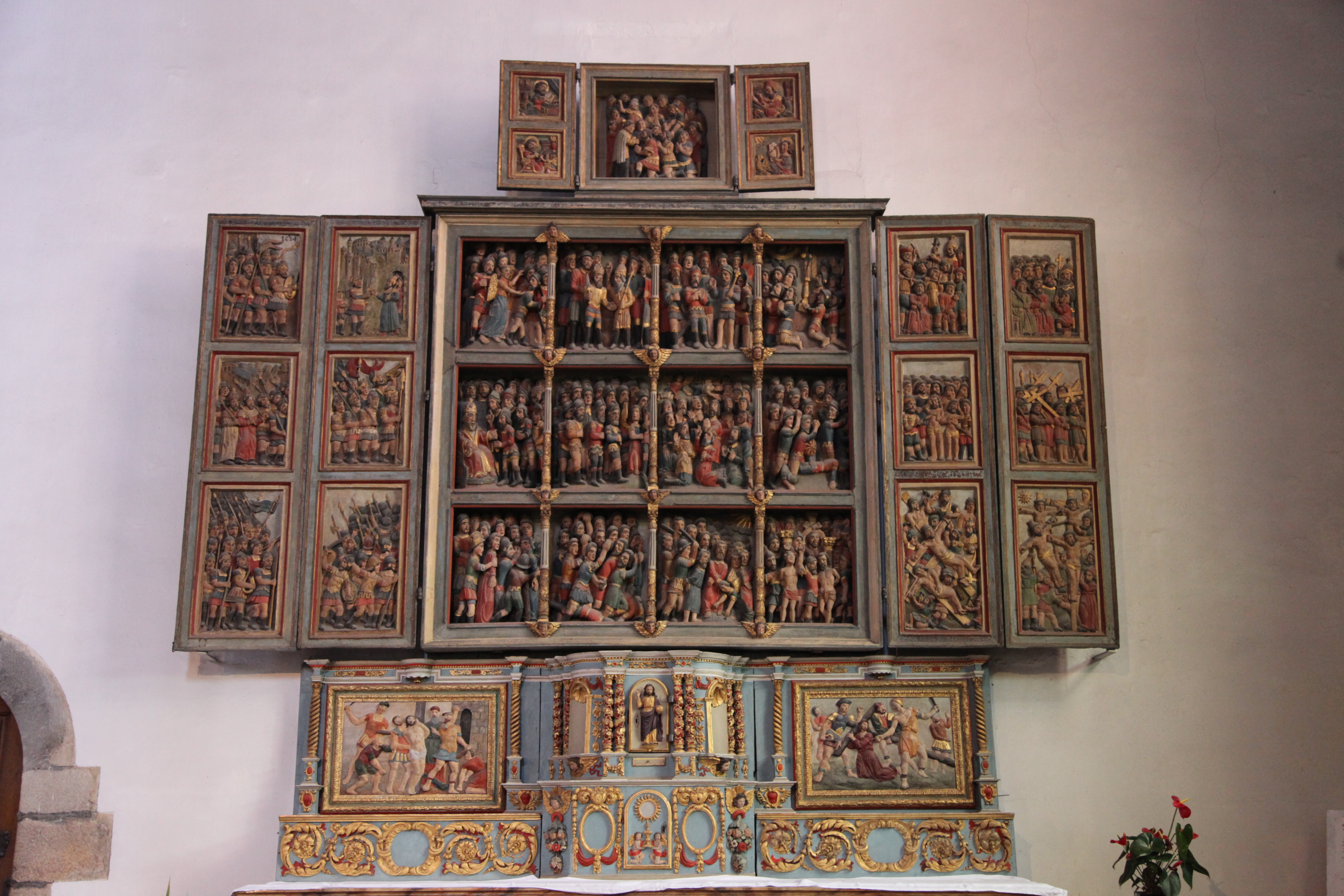
Le retable des dix mille martyrs

- Panneaux 1, 2, 3, 4, 5 : Rassemblement de l’armée, défilé, préparation au combat.
- Panneau 6 : Dans la bataille, confusion et abattement
- Panneau 7 : L’ange intervient, les invite à la foi au Christ et ranime leur courage.
- Panneau 8 : C’est la victoire. Acace en rend compte, mais, par un geste du doigt vers le ciel, en attribue le mérite au Christ.
- Panneau 9 : Un député transmet l’ordre au proconsul : Acace et ses hommes doivent venir sacrifier aux dieux. Mais ceux-ci ne bougent pas.
- Panneau 10 : L’idole est dressée ; Les soldats païens s’inclinent devant elle, mais les nouveaux chrétiens lui tournent le dos.
- Panneau 11 : Acace comparaît devant le proconsul : il réaffirme sa foi et sa détermination à mourir plutôt que renier, tout comme ses soldats.
- Panneau 12 : Un ange conduit les soldats désarmés vers le lieu de leur supplice.
- Panneau 13 : À genoux, les condamnés renouvellent leur profession de foi.
- Panneaux 14 et 15 : Les soldats sont poussés sans ménagement, mais réaction de leur part.
- Panneau 16 : On les frappe avec des pierres.
- Panneau 17 : On les oblige à marcher pieds nus sur des pointes.
- Panneau 18 : On leur enlève les vêtements ; on les attache et on les flagelle.
- Panneau 19 : Le couronnement d’épines.
- Panneau 20 : Un personnage grotesque s’incline devant eux, parodiant encore la passion du Christ bafoué par les soldats.
- Panneau 21 : À coups de lances, on leur perce la poitrine, le sang qui jaillit leur sert d’eau du baptême.
- Panneau 22 : La montée au calvaire.
- Panneaux 23 et 24 : Les crucifixions.

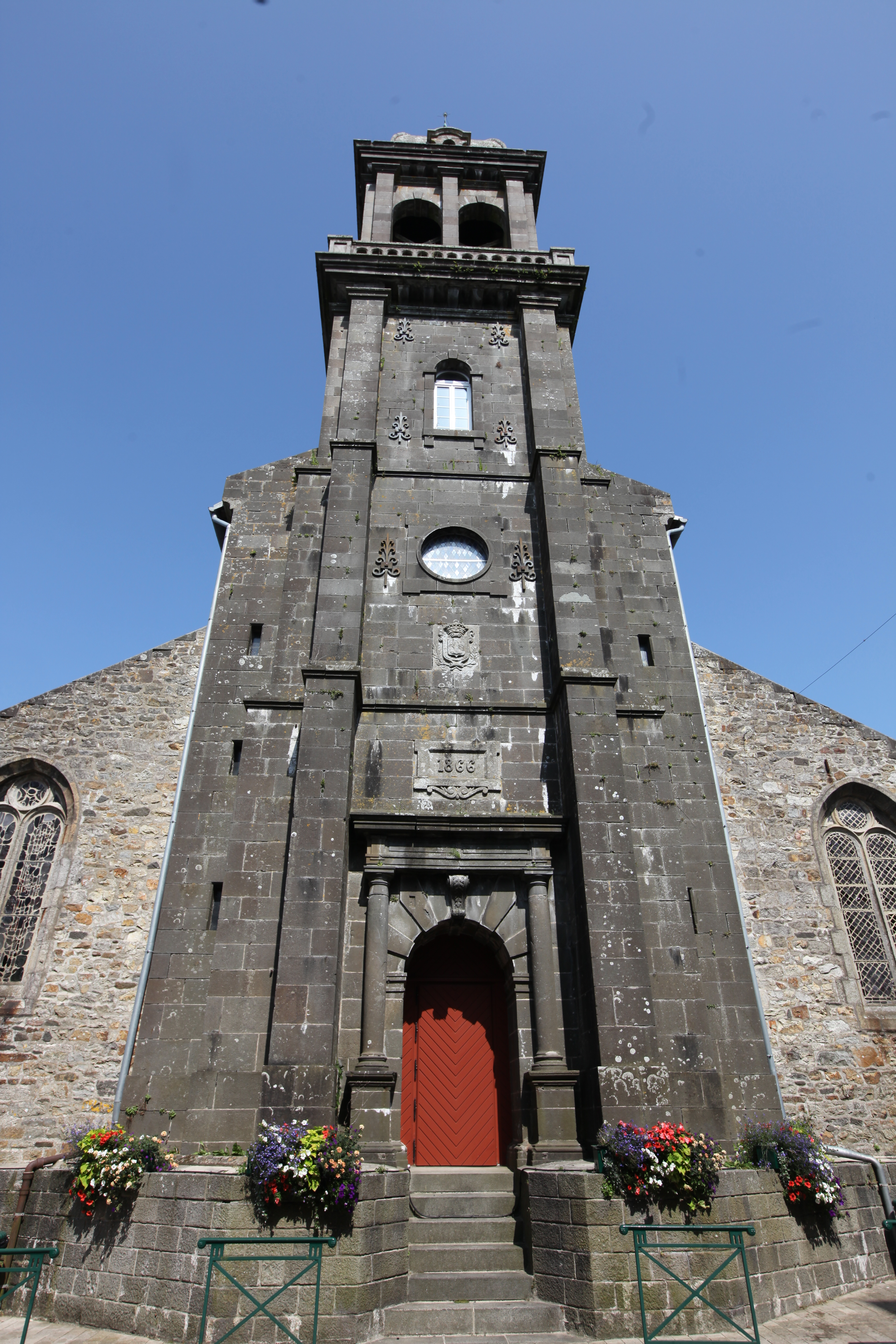
Le clocher
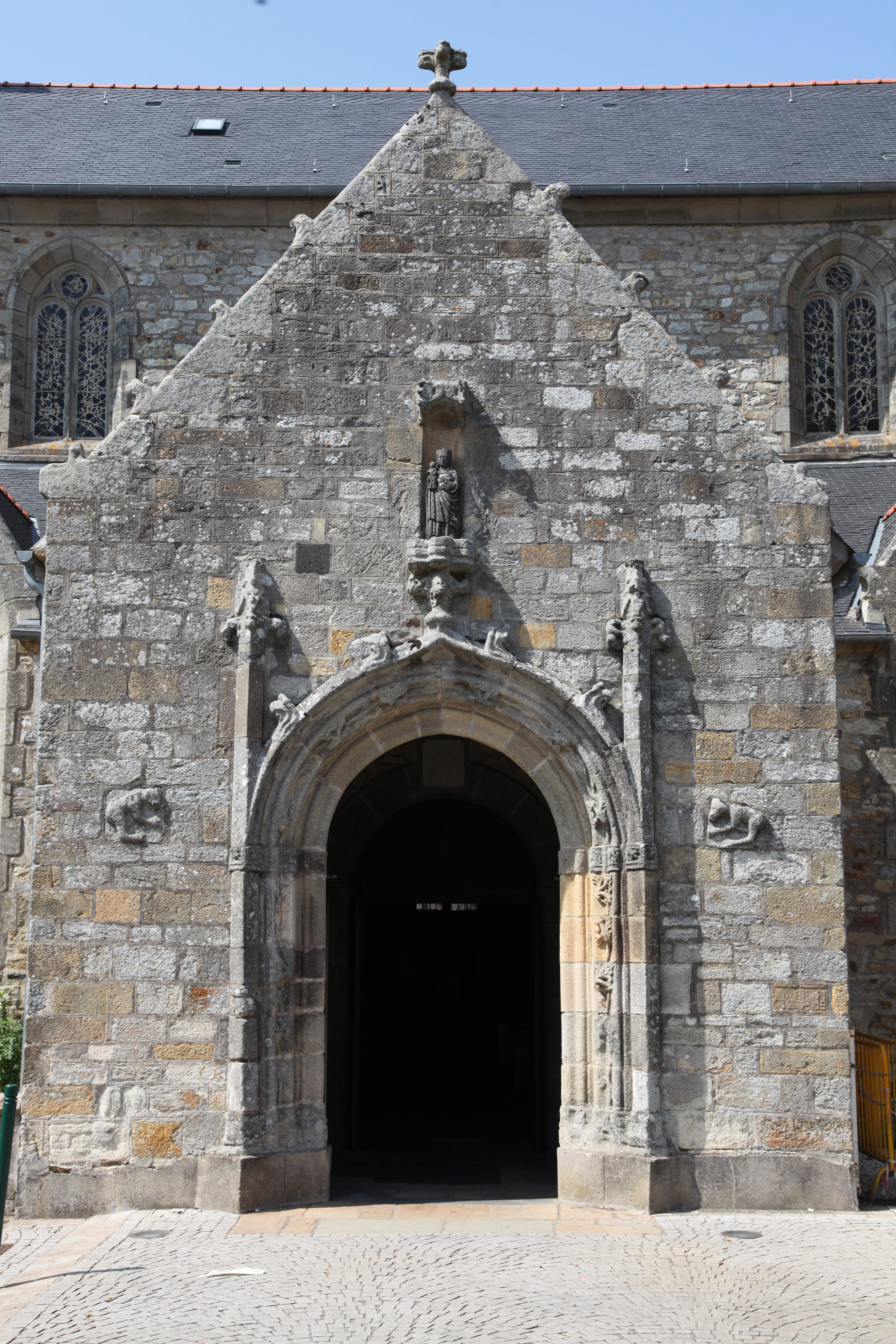
Porche
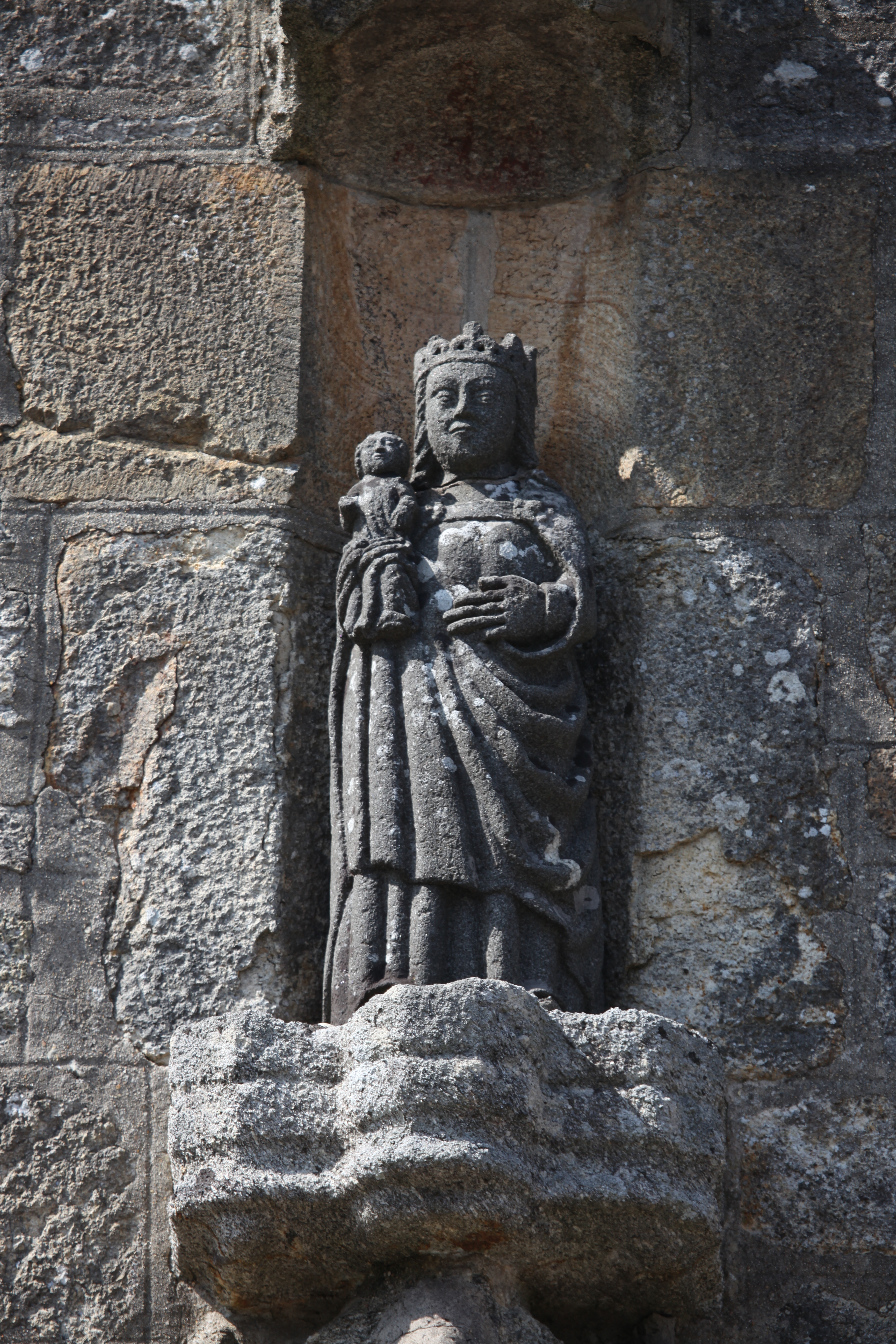
Détail du porche. Vierge à l'Enfant
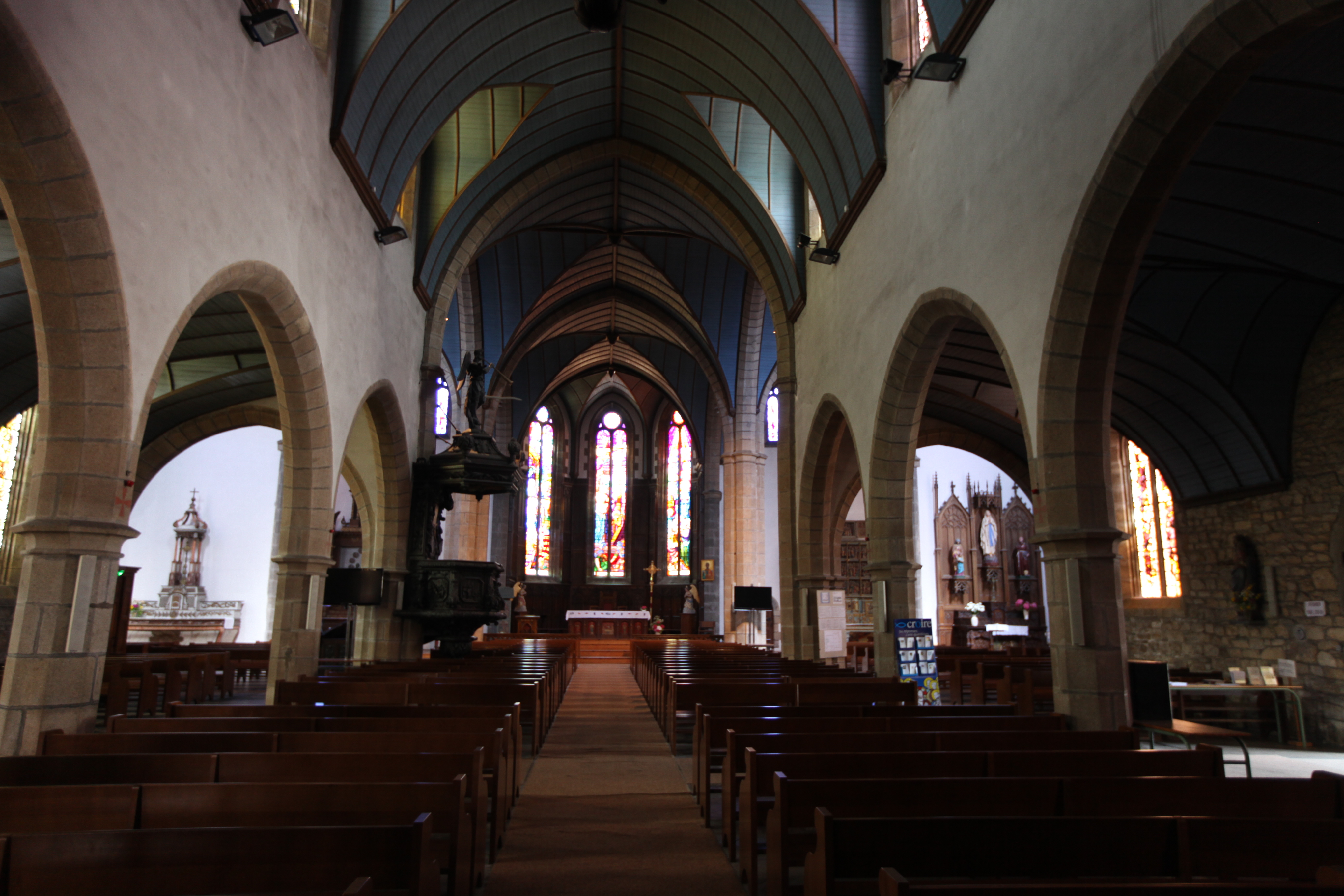
Nef
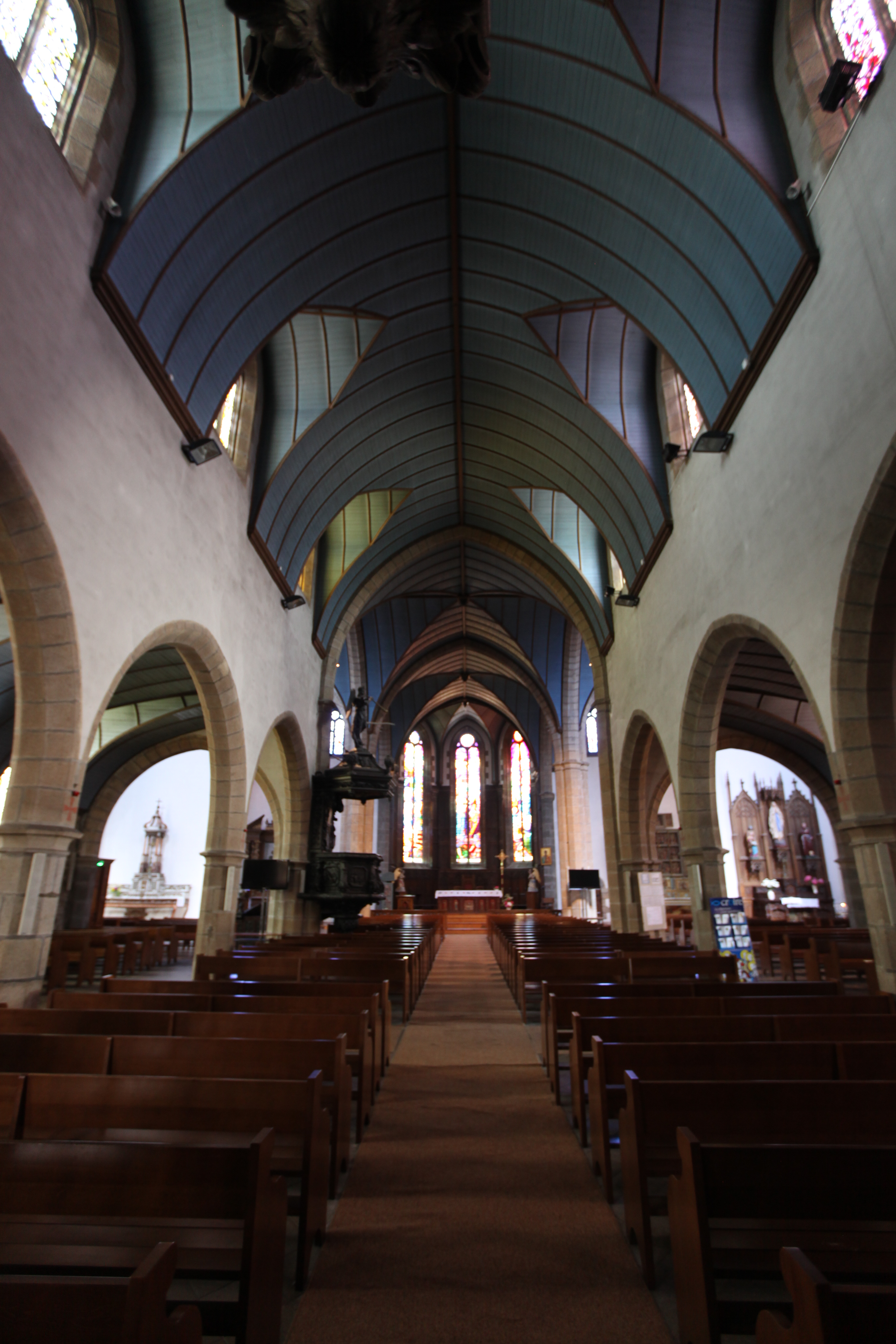
Nef
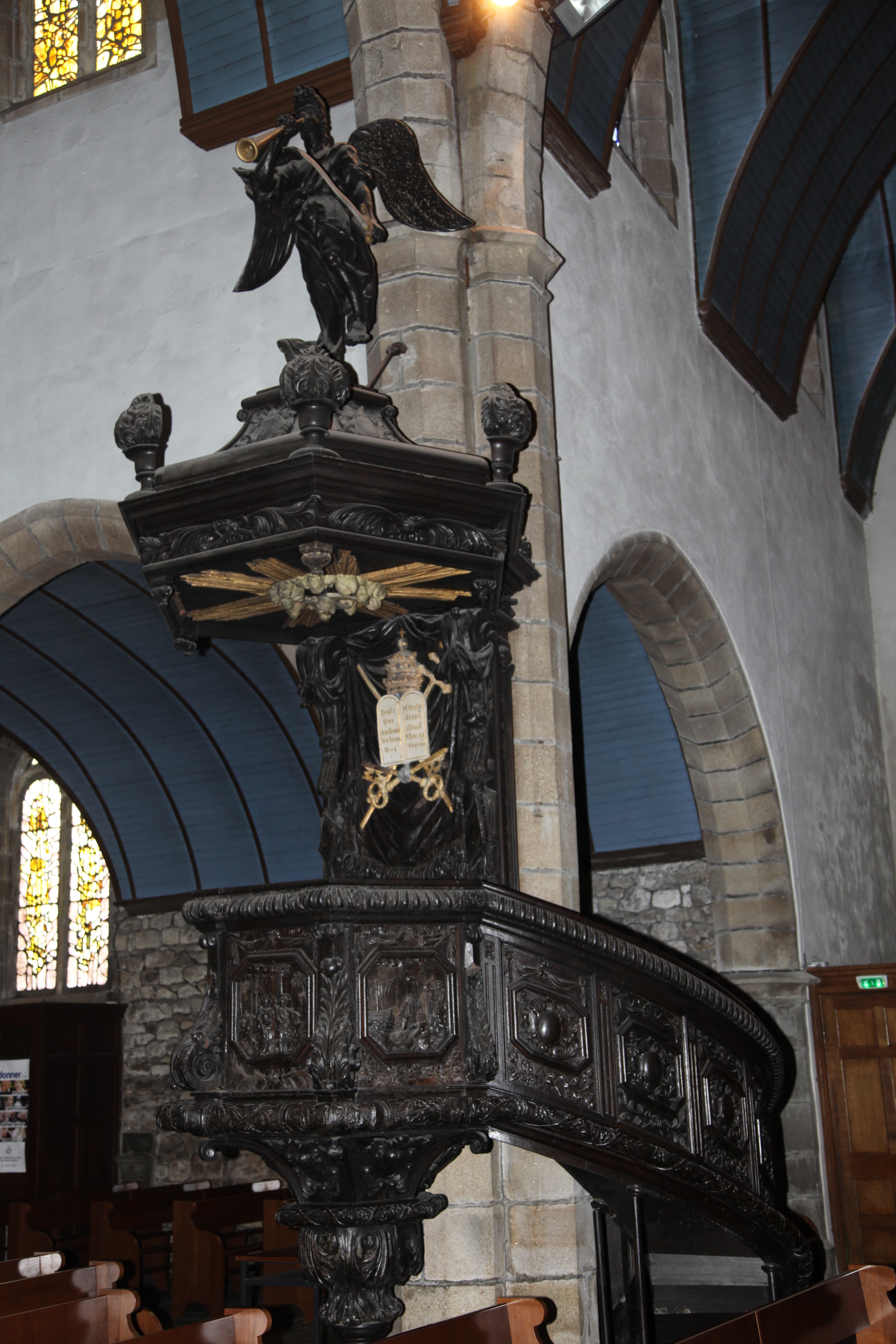
Chaire à prêcher
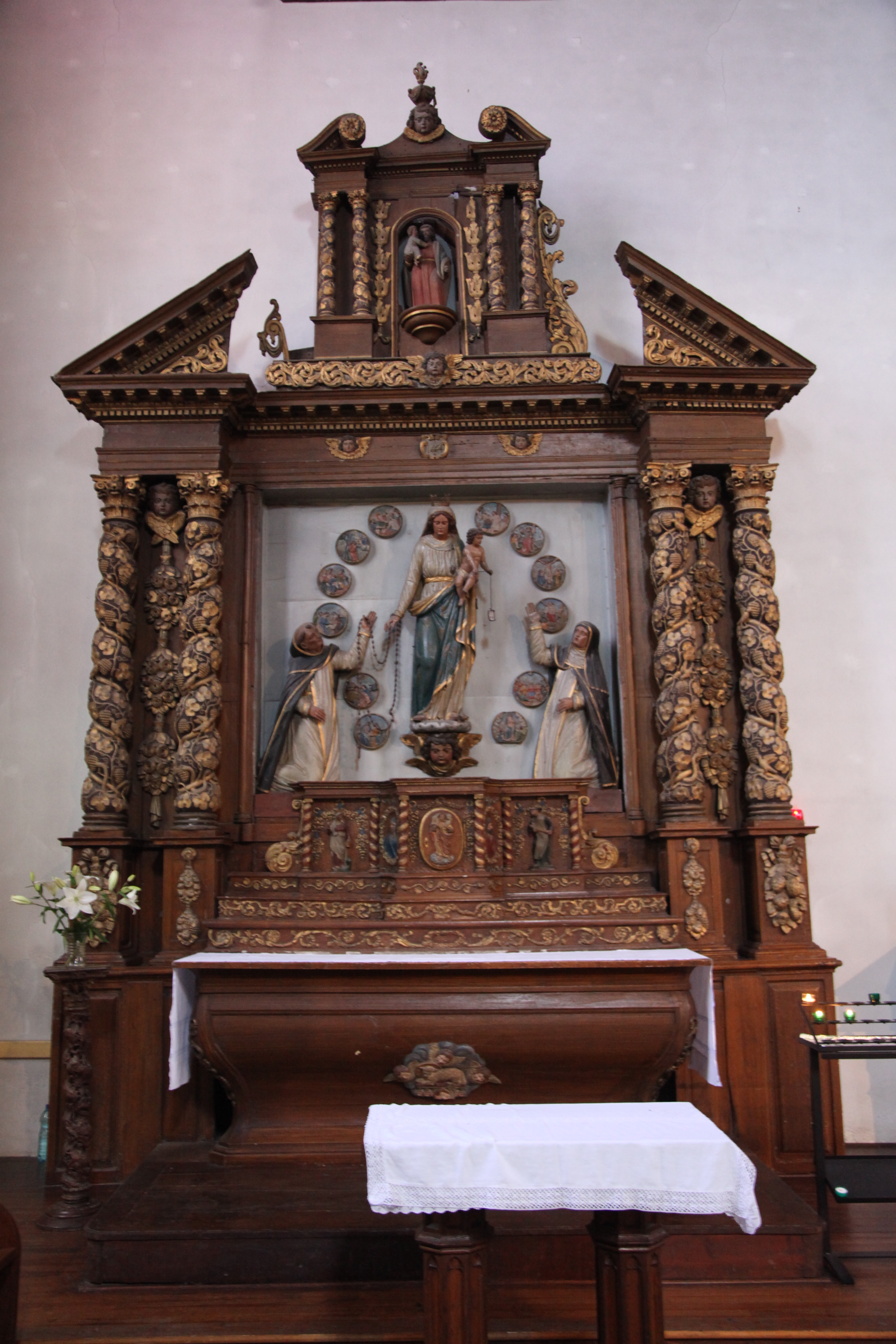
Retable du Rosaire
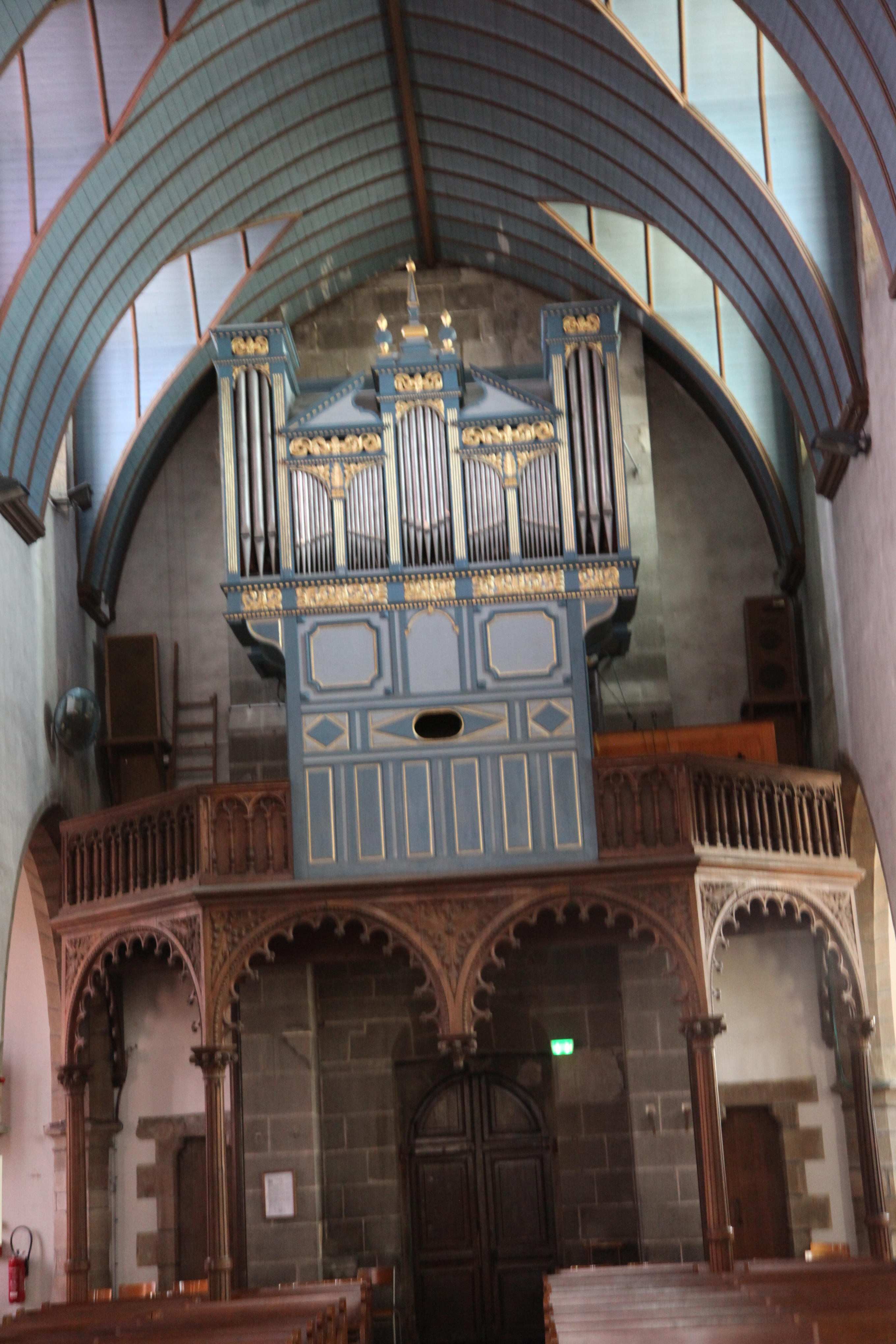
Orgue
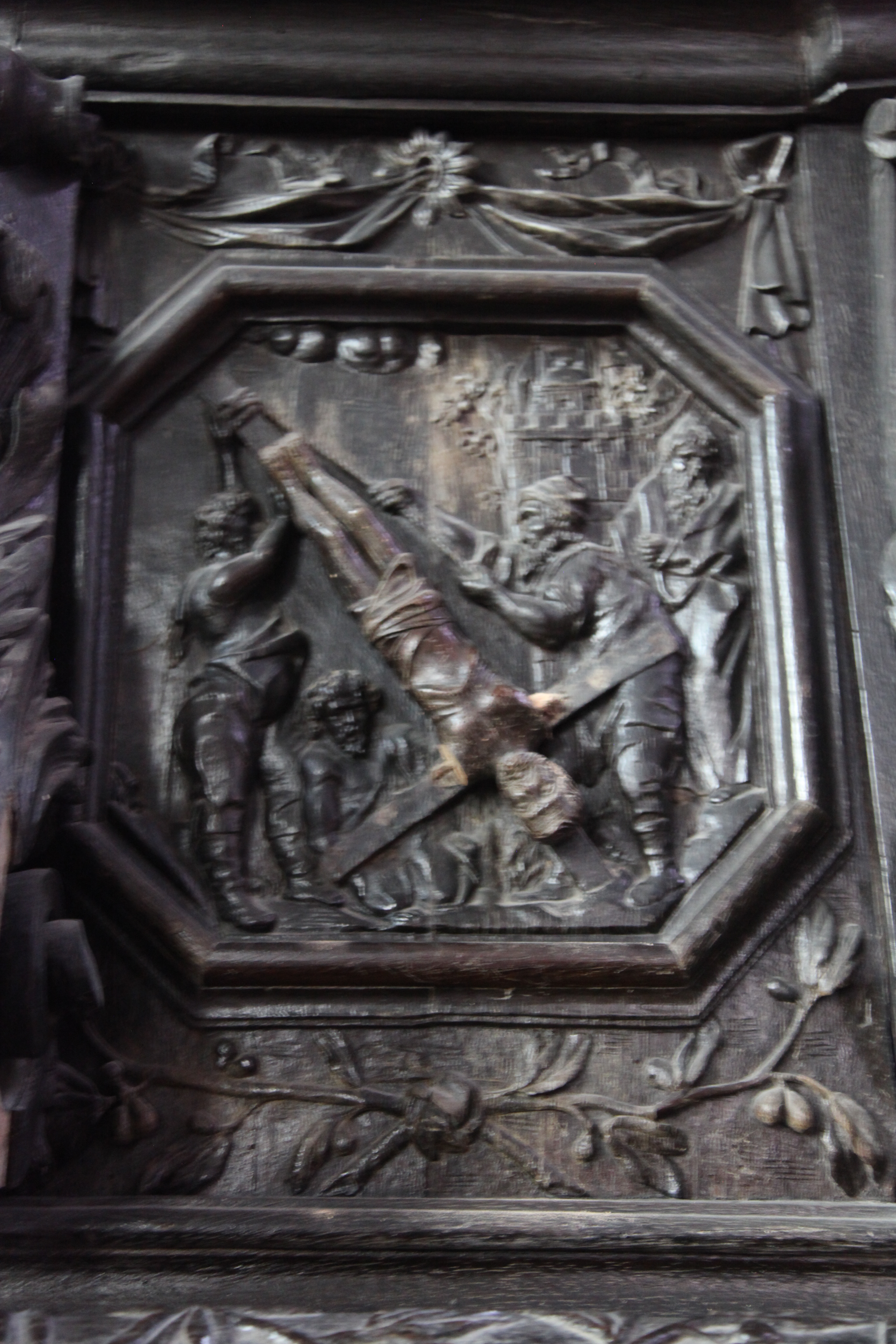
Crucifiement de saint Pierre
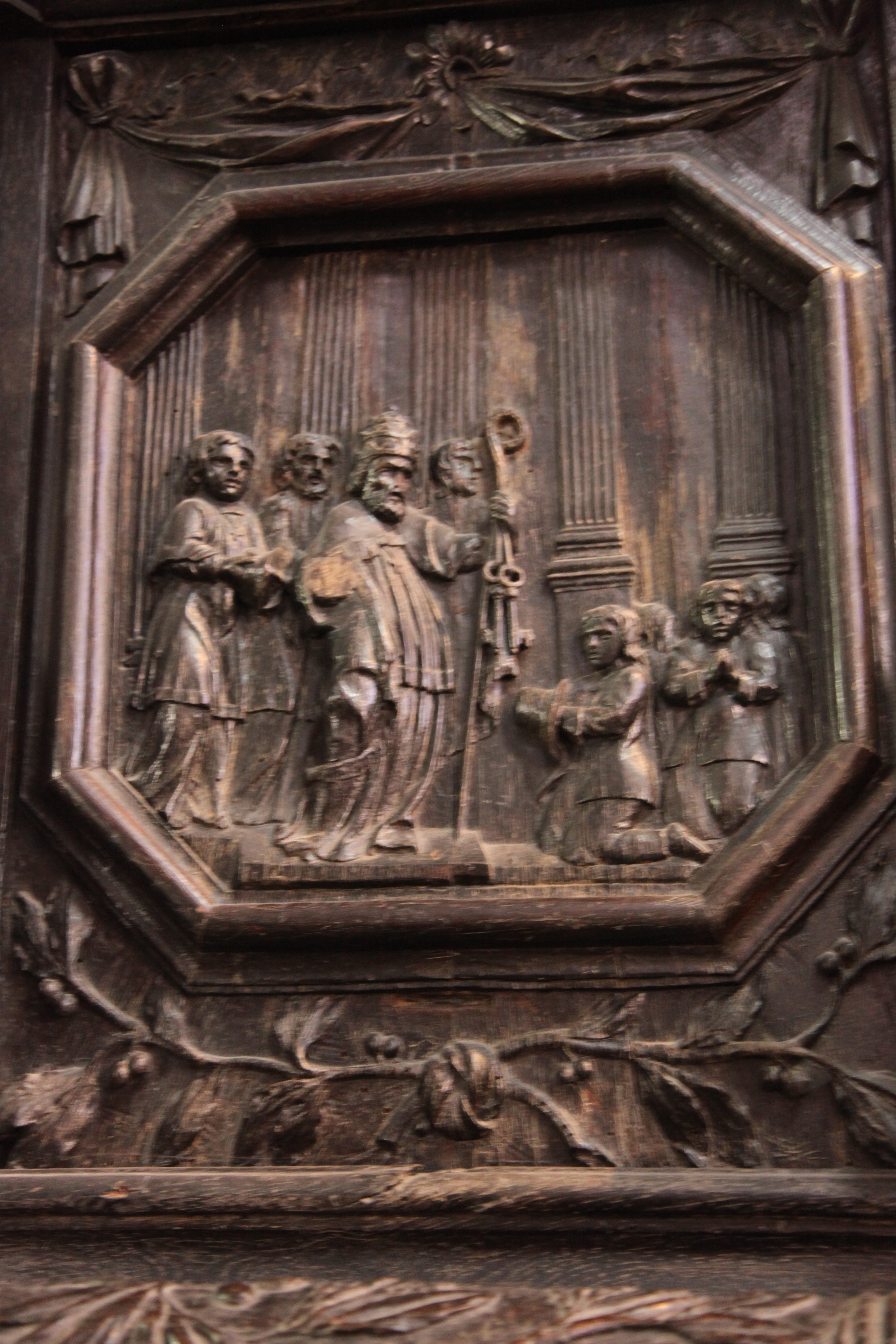
Ministère de saint Pierre
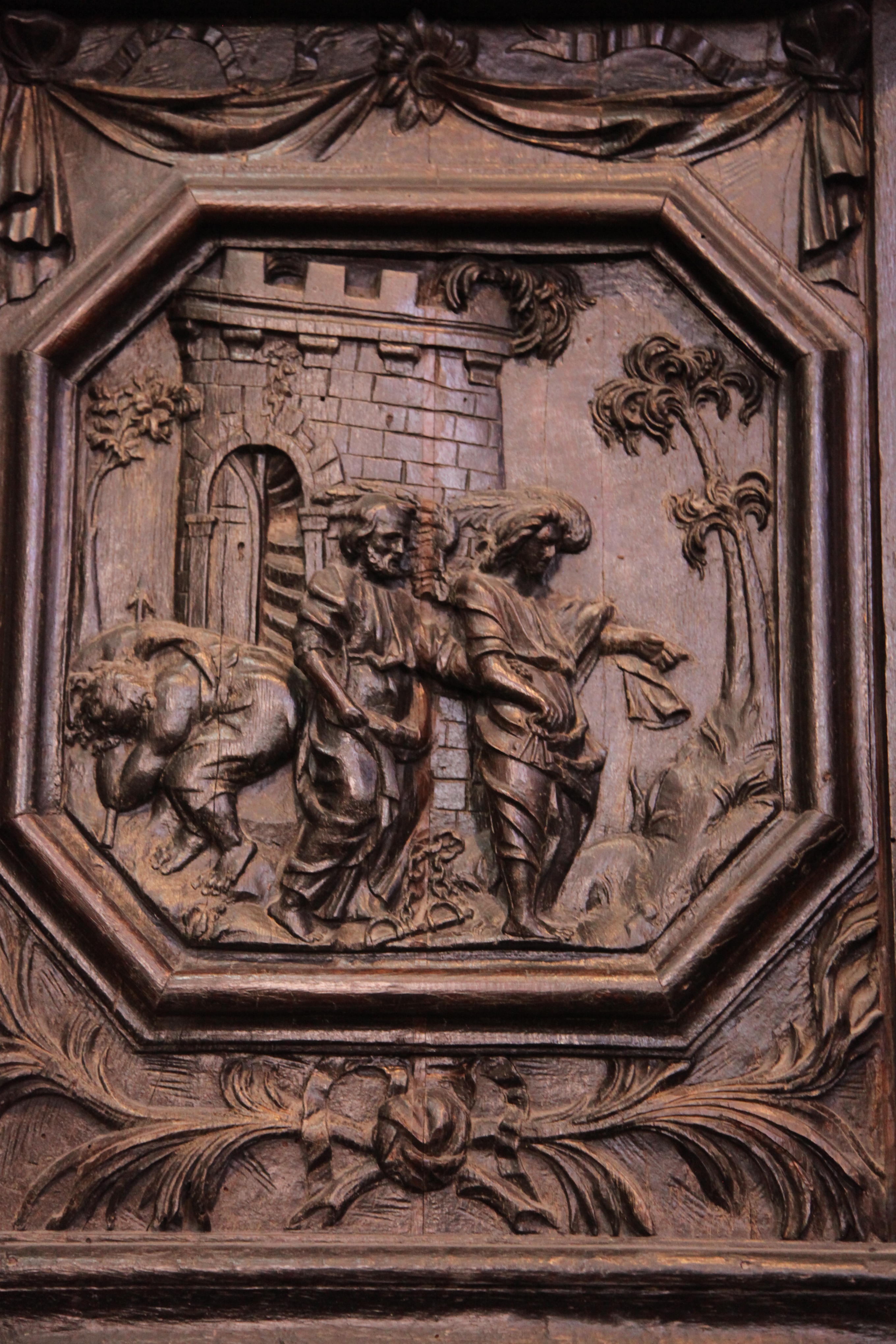
Libération de la prison de saint Pierre
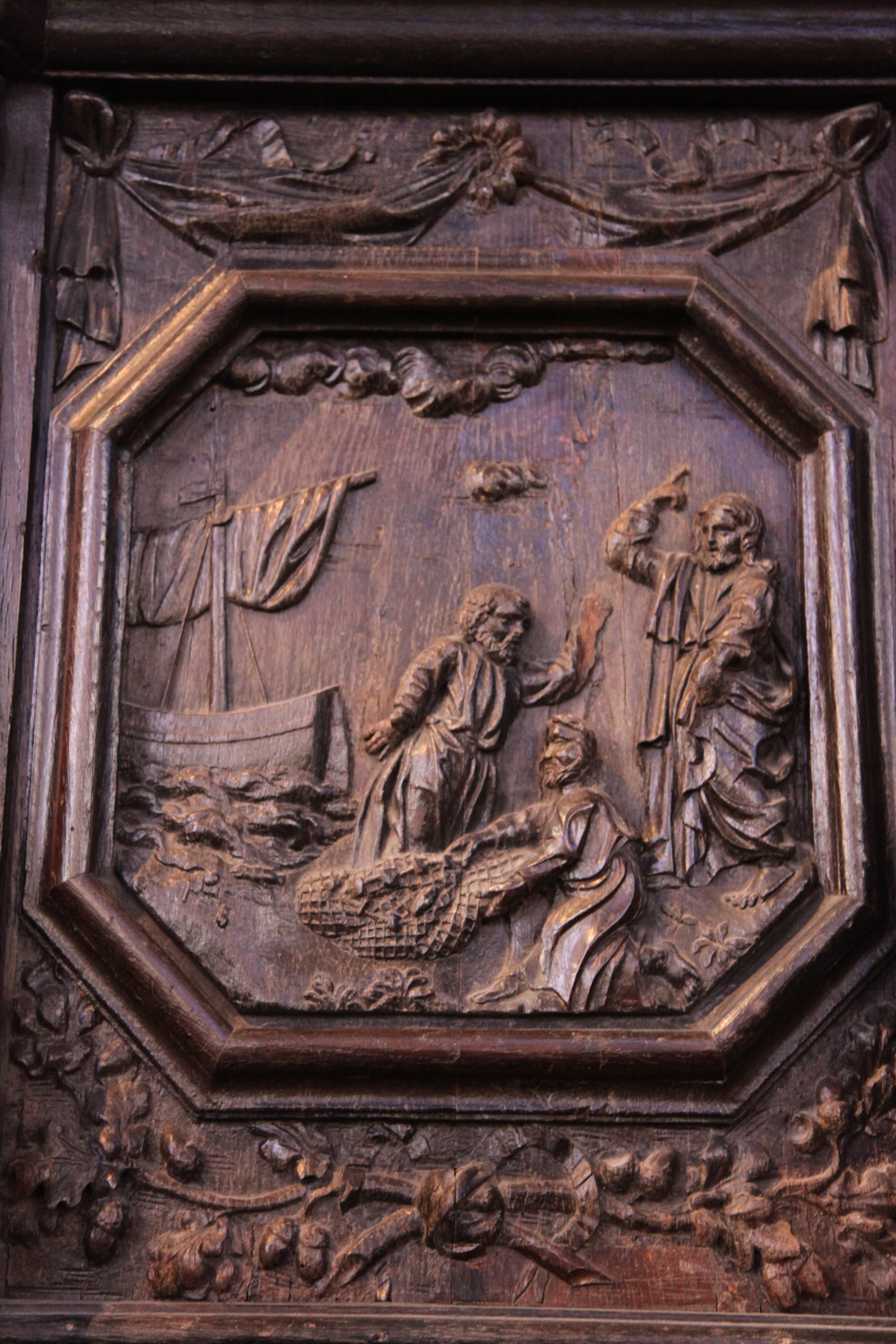
La pêche miraculeuse
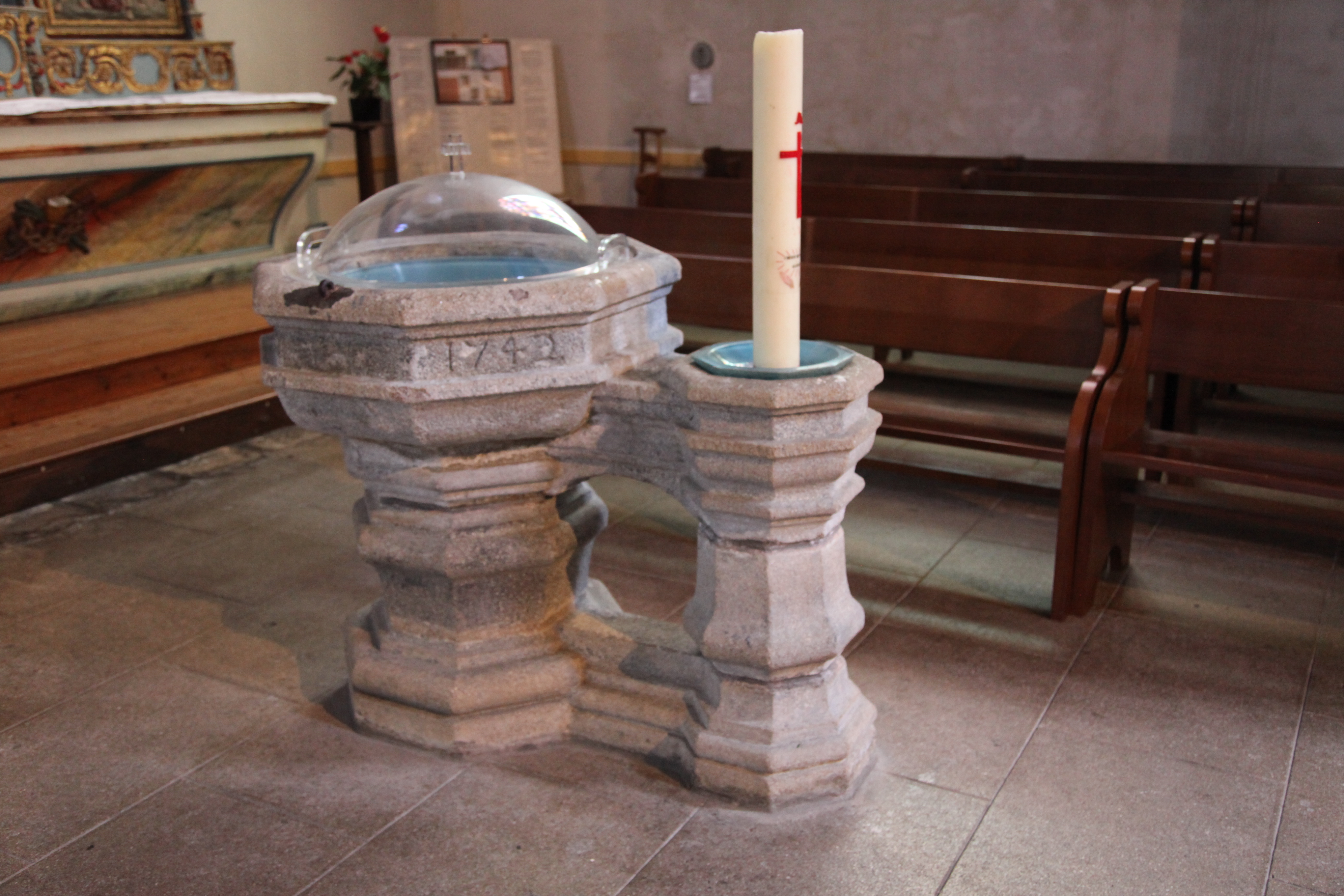
Fonts baptismaux

### Lachaireà prêcher
Construite à la fin du XVIIe siècle par Jean Michelet et Olivier Daniel, menuisiers et sculpteurs à Quimper, la chaire, en chêne, est inspirée de celle de la cathédrale de cette ville. Les panneaux de la cuve représentent les épisodes de la vie de saint Pierre : la pêche miraculeuse, sa libération de la prison sous la conduite d’un ange, son ministère, son crucifiement. L’abat-voix est orné de panaches et surmonté d’un ange portant le glaive et sonnant de la trompette. La trompette évoque les trompettes de l’Apocalypse qui annoncent l’accomplissement des temps et le Jugement dernier ; et le glaive, la parole de Dieu qui pénètre et juge les cœurs.

### Le retable du Rosaire
Œuvre de Maurice Leroux de Landerneau et daté de 1664, il honore la Vierge Marie par la forme de prière qui lui est adressée, celle du chapelet ou rosaire. Au centre, la Vierge à l’Enfant remet le chapelet à saint Dominique et le scapulaire à sainte Catherine de Sienne. Tout autour, douze médaillons qui représentent les principaux évènements de la vie évangéliques de Marie et du Christ, ou mystères.

### L’orgue
Conçu et réalisé par le facteur d’orgue anglais Robert Dallam au XVIIe siècle, il est restauré en 1857 par Jules Heyer, mais gravement endommagé par les bombardements de 1944. Reconstruit en 1992 par Alain Sals, facteur d’orgue à Malaucène dans l’esprit du concepteur initial. Si seuls trois jeux sont d’origine, les nouveaux jeux ont été réalisés dans un esprit d’authenticité à partir des cinq autres orgues encore existants en Bretagne construits par Dallam. Le buffet est classé monument historique. Des traces de la décoration polychrome ont été découvertes sous le vernis sombre qui recouvrait tout.

### Lesfonts baptismaux
La cuve baptismale sculptée dans le granit, et datée de 1742, se compose de deux éléments : la grande cuve proprement dite qui conservait l’eau bénite pour les baptêmes, et accolé, un réceptacle destiné à recevoir l’eau qui coulait sur le front de l’enfant.

### Les pierres tombales
Lors de la reconstruction de l’église, on a mis au jour d’anciennes sépultures dans le sol. Deux pierres ont été conservées et exposées au fond de l’édifice. Elles datent du XVe siècle, portent les armoiries de familles crozonnaises : les Provost de Trébéron et les Marchallac’h de Kéramprovost.

### Les vitraux
Il ne reste rien des vitraux anciens. Ceux du chœur et des transepts, œuvre du maitre verrier nantais Félix Razin, représentent, dans le chœur, l'adoration des mages, la mort en croix et la Pentecôte ; et dans les transepts, la Cène, la pêche miraculeuse, la conversion de Paul et sainte Anne.
Mis en place en 1939, ils furent détruits par les bombardements de 1944. Mais grâce aux dessins qui avaient été conservés, ils furent refaits à l’identique et réinstallés vers 1950.
Les vitraux de la nef, en dalles de verre, œuvre de Marie-Jo Guével, ont été posés en 1981-1982.